# Rowy (powiat garwoliński)
Rowy – osada w Polsce położona w województwie mazowieckim, w powiecie garwolińskim, w gminie Łaskarzew.
W latach 1975–1998 miejscowość należała administracyjnie do województwa siedleckiego.
W Rowach urodził się polski hodowca, profesor Akademii Rolniczej w Dublanach, poseł na Sejm Ustawodawczy II RP Stanisław Antoni Chaniewski.